# Edward P. Jones
Edward Paul Jones (Washington, 5 ottobre 1950) è uno scrittore statunitense, vincitore del Premio Pulitzer per la narrativa nel 2004 con Il mondo conosciuto.

## Biografia
Edward Paul Jones è nato a Washington il 5 ottobre 1950. Compiuti gli studi al College of the Holy Cross e successivamente all'Università della Virginia inizia a pubblicare racconti su varie riviste, prima di esordire nella narrativa nel 1992 con la raccolta di storie brevi Lost in the city. Premiati con il PEN/Hemingway Award e finalisti al National Book Award per la narrativa, i racconti sono incentrati sulle difficili esistenze della classe operaia afro-americana nella capitale degli Stati Uniti. Del 2003 è invece l'acclamato romanzo Il mondo conosciuto, premiato, oltre che con il Pulitzer, anche con il National Book Critics Circle Award e l'International IMPAC Dublin Literary Award. Nel 2006 dà alle stampe la sua terza opera, Tutti i figli della zia Agar, ideale seguito della sua prima raccolta della quale riprende alcuni personaggi. Insegnante di scrittura creativa all'Università di Washington, vive nella Contea di Arlington, in Virginia.

## Opere
- 1992 Lost in the city
- 2003 Il mondo conosciuto (The known world) - Milano, Bompiani, 2005, Traduzione di Andrea Silvestri[3]
- 2006 Tutti i figli della zia Agar (All Aunt Hagar's Children) - Milano, Bompiani, 2008, Traduzione di Andrea Silvestri